# Ignacówka (Kozienice)
Pour les articles homonymes, voir Ignacówka.
Ignacówka (prononciation : [iɡnaˈt͡sufka]) est un village polonais de la gmina de Głowaczów dans le powiat de Kozienice de la voïvodie de Mazovie dans le centre-est de la Pologne.
Il se situe à environ 6 kilomètres au sud de Głowaczów (siège de la gmina), 19 kilomètres à l'ouest de Kozienice (siège du powiat) et à 76 kilomètres au sud de Varsovie (capitale de la Pologne).

## Histoire
De 1975 à 1998, le village appartenait administrativement à la voïvodie de Radom.